# Dilachnus partiticornis
Dilachnus partiticornis là một loài bọ cánh cứng trong họ Cerambycidae.